# Brian Said
Brian Said (ur. 15 maja 1973 w Vallettcie) – maltański obrońca, reprezentant kraju, zawodnik Marsaxlokk. Zagrał 84 mecze w reprezentacji, strzelając 5 bramek.
W lutym 2008 roku Said przeszedł do maltańskiego klubu Marsaxlokk.